# Libor Picka
Libor Picka (* 18. dubna 1964 Jihlava) je český politik a agronom, od roku 2020 zastupitel a od roku 2022 také radní Plzeňského kraje, od roku 1994 starosta města Bělá nad Radbuzou na Domažlicku, v minulosti člen ODS a US-DEU, nyní člen hnutí STAN.

## Život
V letech 1979 až 1983 vystudoval Střední zemědělskou školu Jihlava a následně v letech 1983 až 1987 tehdejší Agronomickou fakultu Vysoké školy zemědělské v Brně (dnes Mendelovu univerzitu v Brně) a získal titul Ing.  
Profesní dráhu začínal v letech 1987 až 1994 jako agronom v zemědělských podnicích, následně se stal starostou města Bělá nad Radbuzou. Kromě toho působí jako předseda Euroregionu Šumava-Bavorský les a předseda TJ Start Bělá nad Radbuzou.
Libor Picka žije ve městě Bělá nad Radbuzou na Domažlicku, konkrétně v části Železná. Je ženatý, má dvě děti.

## Politické působení
V komunálních volbách v roce 1994 byl zvolen jako člen a lídr kandidátky ODS zastupitelem města Bělá nad Radbuzou. Následně se stal starostou města. Mandát zastupitele obce pak obhájil ve volbách v letech 1998 (člen a lídr kandidátky Unie svobody), 2002 (člen US-DEU, lídr kandidátky subjektu „Koalice KDU-ČSL, US-DEU“), 2006 (člen US-DEU, lídr kandidátky subjektu „Koalice KDU-ČSL, US-DEU“), 2010 (nestraník za hnutí Nestraníci, lídr kandidátky subjektu „Nezávislí a KDU-ČSL“), 2014 (nestraník za hnutí STAN, lídr kandidátky subjektu „Nezávislí a KDU-ČSL“), 2018 (člen za hnutí STAN, lídr kandidátky subjektu „STAN a KDU-ČSL a NEZÁVISLÍ“) a 2022 (člen za hnutí STAN, lídr kandidátky subjektu „Hnutí STAROSTOVÉ A NEZÁVISLÍ a KDU-ČSL“). Po všech volbách se mu podařilo také obhájit mandát starosty města.
V krajských volbách v roce 2000 kandidoval jako člen US do Zastupitelstva Plzeňského kraje na kandidátce „Čtyřkoalice“ (tj. KDU-ČSL, US, ODA a DEU), ale neuspěl. Zvolen nebyl ani ve volbách v roce 2004 na samostatné kandidátce US-DEU, kde byl lídrem, ani ve volbách v roce 2008, kde kandidoval jako člen US-DEU na kandidátce SZ. Neuspěl rovněž ve volbách v roce 2012 jako nestraník za hnutí STAN na kandidátce subjektu „TOP 09 a Starostové pro Plzeňský kraj“, stejně tak ve volbách v roce 2016 jako nestraník za hnutí STAN na kandidátce subjektu „Starostové a Patrioti s podporou Svobodných a Soukromníků“. Krajským zastupitelem se tak stal až po volbách v roce 2020, kdy kandidoval již jako člen hnutí STAN na kandidátce subjektu „STAROSTOVÉ (STAN) s JOSEFEM BERNARDEM a podporou Zelených, PRO Plzeň a Idealistů“. V únoru 2022 byl navíc zvolen novým radním kraje pro oblast kultury, památkové péče a cestovního ruchu.
Ve volbách do Poslanecké sněmovny PČR v roce 1998 kandidoval v Západočeském kraji jako člen Unie svobody, ale nebyl zvolen. Neuspěl ani ve volbách v roce 2002 jako člen US-DEU na kandidátce „Koalice KDU-ČSL, US-DEU“ v Plzeňském kraji, ani ve volbách v roce 2006 na samostatné kandidátce US-DEU jako krajský lídr. Neúspěšně též kandidoval ve volbách v roce 2010 (nestraník za TOP 09), ve volbách v roce 2017 (nestraník za hnutí STAN) a ve volbách v roce 2021 (člen hnutí STAN za koalice Piráti a Starostové).
V krajských volbách v roce 2024 kandidoval do Zastupitelstva Plzeňského kraje ze 4. místa kandidátky hnutí STAN. Mandát zastupitele kraje se mu podařilo obhájit. V říjnu 2024 se pak stal radním kraje pro oblast kultury, památkové péče a cestovního ruchu.
Ve volbách do Senátu PČR v roce 2024 kandidoval jako člen hnutí STAN v obvodu č. 11 – Domažlice. Se ziskem 9,58 % hlasů skončil na 3. místě, a senátorem se tak nestal.
Ve sněmovních volbách v roce 2025 kandiduje z 18. místa kandidátní listiny hnutí STAN v Plzeňském kraji.